# Тузін. Перазагрузка
Тузін. Перазагрузка — альбом-компиляция 12 белорусских групп и сольных исполнителей, поющих на английском, русском, итальянском языках, записавших каверы на свои песни на белорусском языке. Компакт-диск издан общественным движением Будзьма беларусамі! совместно с музыкальным порталом Tuzin.fm при поддержке Ассоциации белорусов мира «Бацькаўшчына» и Радио «Рация» в декабре 2009 года. Идея Сергея Будкина.

## Список песен
| №   | Название                                 | Текст песни                                 | Музыка                               | Оригинал           | Длительность |
| --- | ---------------------------------------- | ------------------------------------------- | ------------------------------------ | ------------------ | ------------ |
| 1.  | «У свеце не адны» (Atlantica)            | Виталь Воронов                              | Алекс Дэвид                          | It’s Not About Us  | 3:39         |
| 2.  | «Бяжы» (Анастасия Шпаковская, Naka)      | Сергей Балахонов                            | Naka                                 | Беги               | 3:23         |
| 3.  | «У неба» (Нестандартный вариант)         | Сергей Балахонов                            | Дмитрий “Мих” Михневич, А. Пироженко | В небе             | 3:59         |
| 4.  | «Новы мост» (Бенька, Серебряная свадьба) | Бенька, Сергей Балахонов, Виктория Дашкевич | Серебряная свадьба                   | Новый мост         | 4:25         |
| 5.  | «Маці» (Сердце дурака)                   | Тимофей Яровиков                            | Тимофей Яровиков                     | –                  | 2:34         |
| 6.  | «Пад купалам нябёс» (The Stokes)         | Глеб Лободенко                              | The Stokes                           | Под куполом небес  | 4:08         |
| 7.  | «Запалкі» (Рита Дакота)                  | Глеб Лободенко                              | Рита Дакота                          | Спички             | 3:44         |
| 8.  | «Студзень» (Hair Peace Salon)            | Виталь Воронов                              | Hair Peace Salon                     | Ice Age            | 3:29         |
| 9.  | «My Babe» (Tanin Jazz)                   | Виталь Воронов                              | Татьяна Горошко                      | My Baby            | 4:21         |
| 10. | «Трыюмф волі» (Сергей Пукст)             | Андрей Хаданович                            | Сергей Пукст                         | Триумф воли        | 1:34         |
| 11. | «Каханне не ўзнікла» (Da Vinci)          | Алесь Камоцкий                              | Леонид Ширин                         | L’amore non esiste | 3:18         |
| 12. | «Чароўны кролік» (Юрий Демидович)        | Сергей Балахонов, Юрий Демидович            | Юрий Демидович                       | Волшебный кролик   | 2:37         |

## Приём критиков
Дмитрий Колдун отмечал для Tuzin.fm среди лучших песен сборника «Чароўны кролік» Юрия Демидовича и «Студзень» «Hair Peace Salon». Эксперт Tuzin.fm Северин Квятковский поддержал все попытки артистов запеть по-белорусски. Татьяна Замировская на страницах «БелГазеты» отмечала, что «белорусскоязычные песни „Atlantica“ и „Da Vinci“ на одном сборнике с „Серебряной свадьбой“ и „Tanin Jazz“» впечатляют.
На церемонии Рок-коронация 2009 альбом-компиляция был выбран победителем в номинации «Проект года».
Олег Михалевич, руководитель радио «Сталіца», в письме Будзьма беларусамі! особенно отметил сборник, потому что «идея замечательная»! Главный директор радиостанции «Беларусь» Наум Гальперович также поблагодарил за диск, материалы которого, «безусловно, вызывают интерес». Директор радиоканала «Культура» Екатерина Агеева сообщила, что музыкальные редакторы её радио отметили отличное качество звукозаписей и с удовольствием предлагают композиции слушателям.
В 2018 году музыкальный портал Tuzin.fm вместе с Letapis.by включил песню «Бяжы» Анастасии Шпаковской и Naka в топ «60 белорускоязычных хитов современности» (список лучших песен, выпущенных с 1988 года).

## Комментарии
1. ↑  Новая намеренно написанная для сборника песня.